# Жанааул (Зерендинський район)
Жанаау́л (каз. Жаңаауыл) — село у складі Зерендинського району Акмолинської області Казахстану. Входить до складу Булацького сільського округу.
Населення — 145 осіб (2021; 293 у 2009, 362 у 1999, 202 у 1989).
Національний склад станом на 1989 рік:
- казахи — 100 %.